# Williston (Sudafrica)
Williston è un centro abitato del Sudafrica, situato nella provincia del Capo Settentrionale.